# Glenea glaucescens
Glenea glaucescens är en skalbaggsart som beskrevs av Aurivillius 1903. Glenea glaucescens ingår i släktet Glenea och familjen långhorningar.
Artens utbredningsområde är Sulawesi. Inga underarter finns listade i Catalogue of Life.